# Gemelli (ornamento)

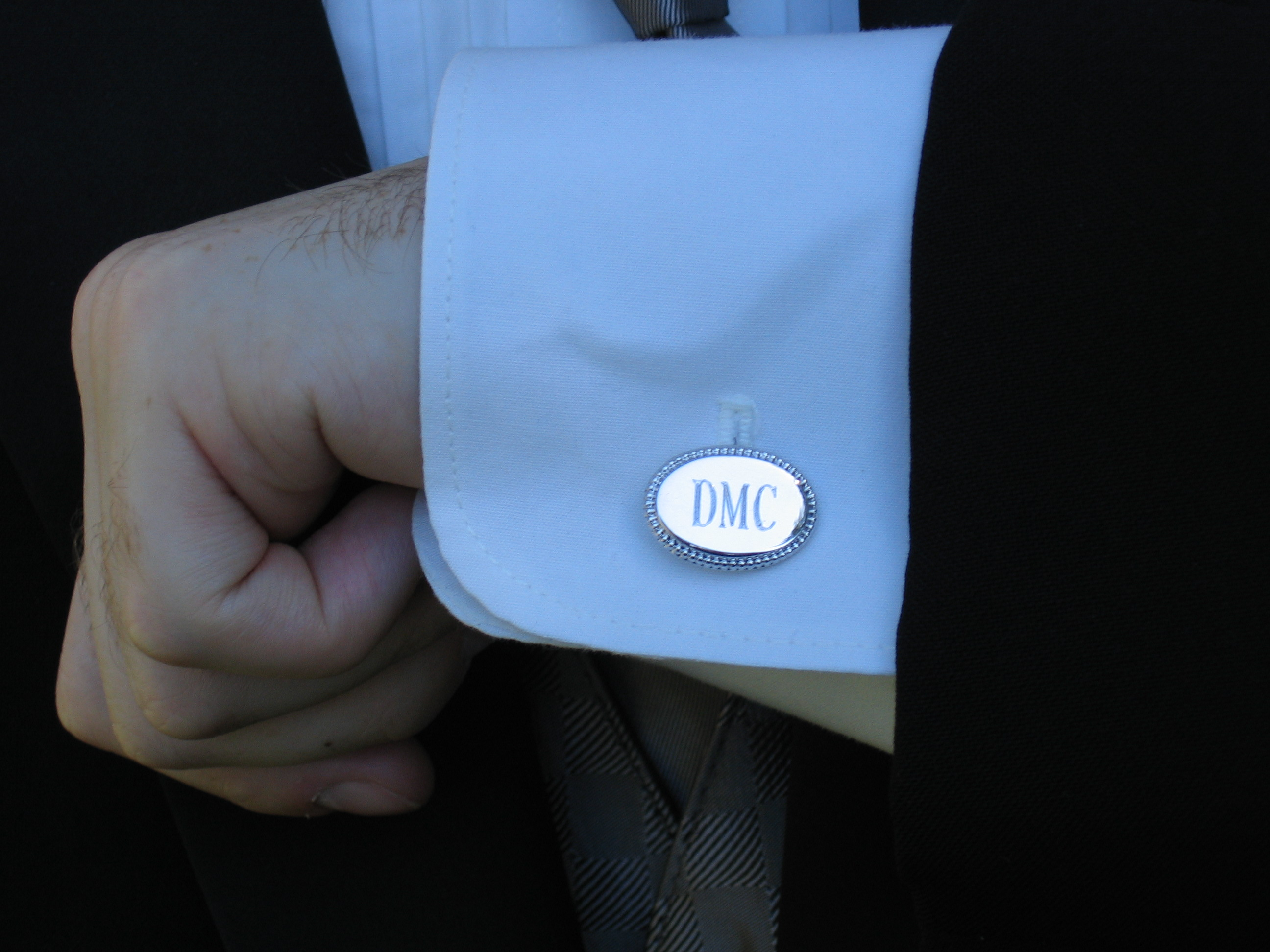
Gemello da polso

Gemello da polso raccordato, visto da entrambi i lati

Un gemello da polso è un bottone doppio ornamentale usato per chiudere i polsini di camicie con polsi alla francese che non hanno bottoni fissi. Questi polsini invece di avere un bottone su un lato e un occhiello sull'altro, hanno due occhielli in cui si infila il gemello che serve come elemento di congiunzione dei due lembi. 
Si diffusero nel corso dell'Ottocento quando la chiusura dei polsini, che allora si usavano fortemente inamidati, richiedeva un collegamento più solido di quello fornito da un piccolo bottone e un'asola.
Sono composti da due parti piatte uguali con un elemento di raccordo, mobile o fisso, o da una parte piatta e un traversino posteriore. La parte piatta può avere forme diverse, di materiale anche pregiato come oro e pietre preziose, che rendono i gemelli un vero e proprio gioiello. Alcuni modelli portano le iniziali del proprietario o stemmi e simboli di appartenenza a club e società sportive. Ve ne sono anche in tessuto intrecciato, simili a piccole palline colorate, detti "pugno di scimmia".
I gemelli non sono di uso comune, le camicie che li richiedono sono considerate capi di abbigliamento eleganti.

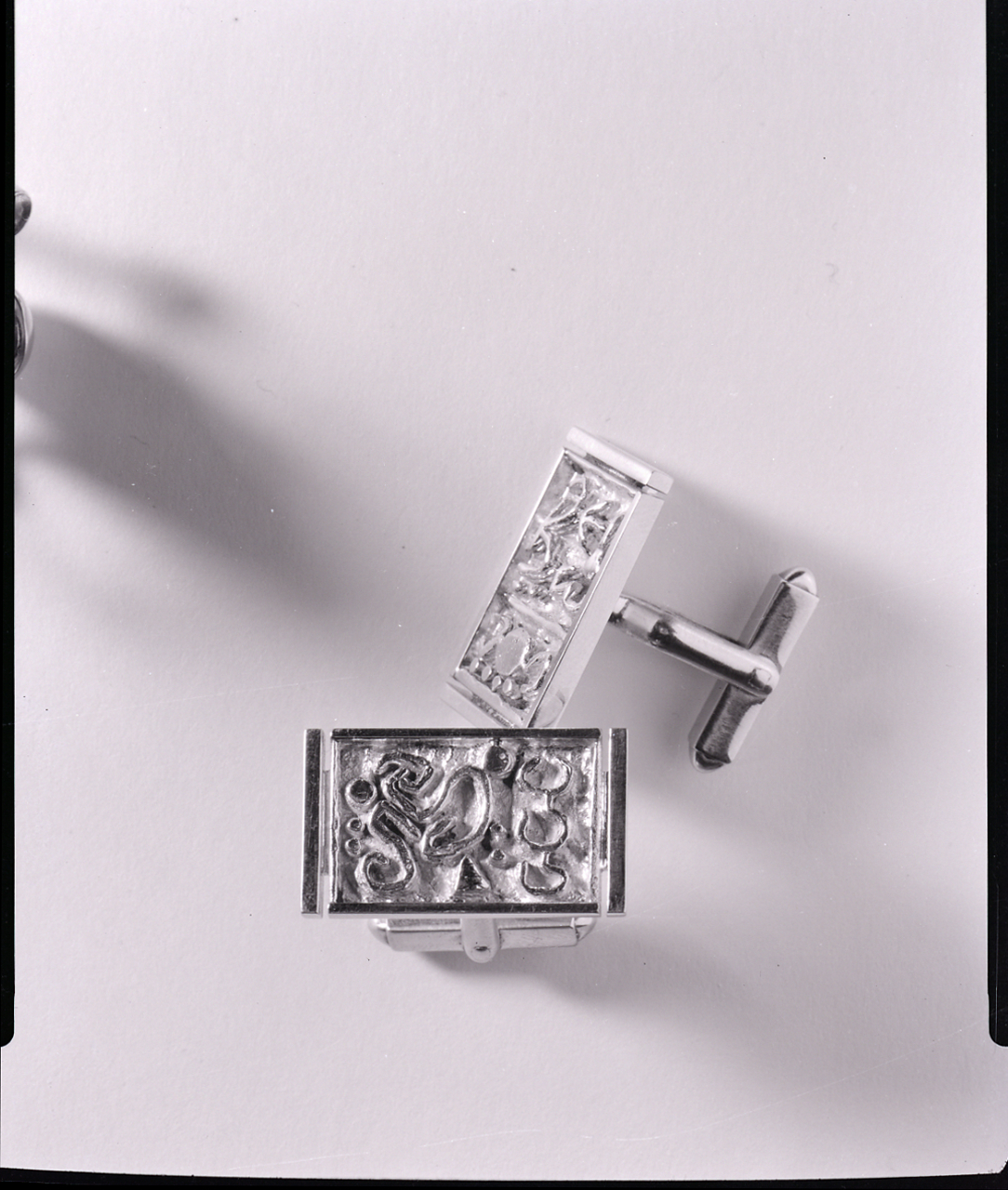
Gemelli da polso in una foto di Paolo Monti, 1964. Fondazione BEIC